# Mediathek

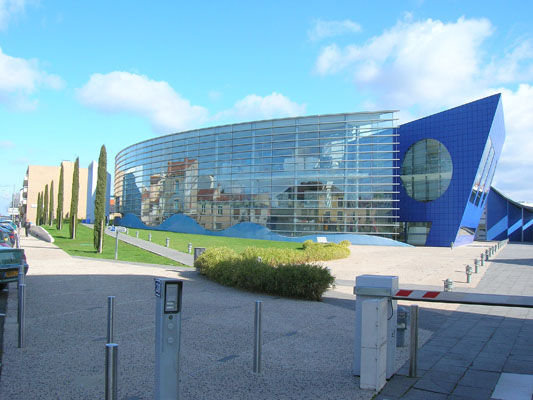
Die médiathèque von Roanne, Frankreich

Eine Mediathek, auch Mediothek, ist ein Ort oder ein Internetportal, in dem audiovisuelle Medien verschiedener Arten zur Verfügung gestellt, genutzt oder entliehen werden. Ein prominentes, oft synonym mit dem Begriff Mediathek genanntes Beispiel ist die 2007 eingeführte ARD Mediathek.
Der Begriff entstand viel früher, nämlich als Bibliotheken ihr Sortiment erweiterten und nicht mehr nur Bücher, sondern auch andere Medien verliehen. Dort begann man Mitte der 1970er Jahre damit, neben Büchern auch Videokassetten, Langspielplatten, Brettspiele, später dann auch CDs und Computerspiele anzubieten. Seltener wurden auch kommerzielle Anbieter elektronischer Medien Mediatheken genannt, etwa die Videotheken, als diese neben Filmen auch Hard- und Software für Spiele anboten. Auch alles an Bildungs- und Informationsmaterialien von Schulen und Arbeitsämtern, die über reinen Text und Infobroschüren hinausgingen, galt als Mediathek. So konnte die Mediathek eines Berufsinformationszentrums über Dias, Tonbänder und Filme verfügen. Mediatheken wurden häufig Mediotheken genannt. In vielen Sprachen ist der Begriff ähnlich (spanisch: Mediateca, französisch: Médiathèque); im Englischen hat sich  die „Multimedia Library“ etabliert, also die multimediale Bibliothek. Im Chinesischen nennt sich die Mediathek wie die Bibliothek: 图书馆.
Seit den frühen 2000er Jahren verschob sich der Begriff und bezeichnet seitdem vorwiegend multimedial aufbereitete Informationen im Internet. Dazu gehören auch die entsprechenden Angebote von Onlineshops von Privatfirmen, wenn sie im Rahmen von Business TV als Vertriebselement im Omnichannel genutzt werden. Gemeinsam ist allen Online-Mediatheken, dass sie sowohl eine Oberfläche zum Abspielen von Medien als auch zum Durchsuchen des Bestands bereithalten.
Im Netzwerk Mediatheken haben sich Archive, Bibliotheken, Museen und andere Einrichtungen zusammengeschlossen, die audiovisuelle Medien sammeln und zugänglich machen. Viele Mediatheken haben sich auf Sonderthemen spezialisiert, wie zum Beispiel die Sportmediathek Magglingen des Bundesamts für Sport BASPO in der Schweiz, die Sprachenmediathek Meran in Südtirol oder die Österreichische Mediathek, das österreichische Archiv für Tonaufnahmen und Videos aus Kultur- und Zeitgeschichte.